# Jun'ya Itō
Jun'ya Itō (伊東純也?, Itō Jun'ya; Yokosuka, 9 marzo 1993) è un calciatore giapponese, centrocampista o attaccante del Genk e della nazionale giapponese, con cui è stato vicecampione d'Asia nel 2019.

## Biografia
Suo padre è un allenatore di calcio. Itō all'inizio non prometteva molto come aspirante calciatore, il suo talento tuttavia è emerso nel periodo dell'adolescenza, tanto che ricevette offerte da club giovanili e licei prestigiosi, tuttavia preferì unirsi alla squadra del modesto liceo Zuyo High School. Grazie ad una raccomandazione sportiva venne ammesso all'Università di Kanagawa, dove diventò titolare nella squadra d'istituto al suo secondo anno.
A gennaio 2024 viene mossa contro Itō l'accusa di violenza sessuale ai danni di due donne.

## Caratteristiche tecniche
Giocatore che ha nella velocità e nel dribbling le sue caratteristiche migliori, è un esterno che funge da raccordo tra il centrocampo e l'attacco. In grado di saltare l'avversario creando superiorità numerica in favore della sua squadra, è molto duttile tatticamente: infatti, può ricoprire qualsiasi posizione della fascia destra, zona del campo a lui prediletta, come il ruolo di esterno di centrocampo e di terzino, così come quello di ala, il suo favorito. Può essere schierato anche come seconda punta o centravanti.
Inoltre, è un calciatore capace di leggere e di creare azioni di gioco grazie ai suoi cross, molti dei quali hanno servito l'assist ai compagni; sotto l’aspetto realizzativo, vanta gol segnati principalmente per merito della sua dote migliore, il dribbling, visto che talvolta tende ad accentrarsi singolarmente verso l’area avversaria per cercare lui stesso la conclusione a rete.
Atleticamente molto forte, come la sua personalità, non è particolarmente dotato a livello tecnico e fisico, più specificamente nei contrasti corpo a corpo dove è ancora un po’ esile.

## Carriera

### Club

#### Ventforet Kofu e Kashiwa Reysol
La carriera di Itō nel professionismo ha inizio nel 2015, militando nel Ventforet Kofu, segnando la sua prima rete nel campionato giapponese, la J1 League, permettendo alla sua squadra di vincere di misura per 1-0 contro il Kashima Antlers. Nel 2016 giocherà per il Kashiwa Reysol segnando sette reti nella sua prima stagione con la squadra, sarà autore della sua prima doppietta nella vittoria per 4-0 ai danni dell'Avispa Fukuoka; nel 2018 giocherà la sua ultima stagione con il Kashiwa Reysol, segnando per ben due volte una doppietta in campionato, vincendo per 2-1 contro il Vissel Kobe e per 3-0 contro il Sanfrecce Hiroshima, inoltre prenderà parte all'AFC Champions League segnando una sola rete che deciderà la vittoria su 1-0 contro il Kitchee.

#### Genk e Stade Reims
Si trasferirà in Belgio giocando con la squadra del Genk segnando la sua prima rete per la squadra il 17 marzo 2019 nel pareggio per 3-3 contro l'Essevee in Pro League, ottenendo la vittoria del campionato, segnando anche nella partita dove riusciranno a imporsi per 3-0 contro l'Anderlecht. e nella vittoria per 4-0 contro l'Anversa. Giocherà come titolare nella Supercoppa del Belgio 2019 vincendo per 3-0 contro il Malines, venendo sostituito da Dieumerci Ndongala al 76º minuto. In Coppa del Belgio fornirà due assist vincenti nella vittoria prevalendo per 3-0 contro il Ronse, nella partita successiva segnerà il gol del 3-3 contro l'Anversa agli ottavi di finale, la partita finirà ai rigori dove verranno eliminati, Itō calcerà dal dischetto ma il suo tiro verrà parato da Sinan Bolat. Nell'edizione successiva del campionato segnerà cinque reti, segnandone una nella vittoria per 2-1 contro il Cercle Bruges e un'altra nella vittoria per 4-2 contro l’Ostenda. Si rivelerà uno dei giocatori migliori della squadra nel campionato 2020-2021 con tredici gol, segnerà delle reti battendo per 4-1 sia il Eupen che il R.E. Mouscron, e sconfiggendo per 3-1 il Malines e per 3-2 lo Zulte Waregem, metterà a segno la rete del 2-0 nella partita vinta contro il Cercle Brugge, oltre a una doppietta nel pareggio per 2-2 contro lo Standard Liegi, il suo ultimo gol nella stagione è riuscito a metterlo a segno vincendo per 3-0 contro il Club Bruges. Vincerà la Coppa del Belgio aprendo le marcature nella finale terminata 2-1 contro lo Standard Liegi.
Si trasferisce in Francia giocando per il Reims in Ligue 1, segna il suo primo gol nel campionato francese nel pareggio per 1-1 contro il Lione. Segna una rete sia nella vittoria per 4-2 battendo il Angers SCO che nella partita vinta per 2-1 contro il AJ Auxerre, inoltre con un gol e due assist vincenti decide la vittoria su 3-0 contro il Tolosa. Nella sua seconda stagione, durante il campionato, realizza la rete del 1-0 sconfiggendo il Nantes, oltre a segnare il gol del 2-1 battendo il Metz. Nell'edizione 2024-2025 della Ligue 1, Itō sigla un gol nel successo per 2-1 contro il Rennes, inoltre segna la rete del 3-0 battendo il Le Havre, in tutto durante la sua esperienza allo Stade Reims realizza 13 reti, l'ultima nella sconfitta per 4-2 contro il Nizza.
Il 9 agosto 2025 ritorna al Genk.

### Nazionale
Nel 2017 ottiene la sua prima convocazione con la Nazionale del Giappone giocando tutte e tre le partite della Coppa d'Asia orientale. Segna la sua prima rete in nazionale nell'amichevole contro la Costa Rica, entrando in partita nei minuti finali a sostituzione di Ritsu Dōan e segnando la rete del 3-0. Nella partita successiva si ripete, con un'altra vittoria per 3-0, stavolta contro Panama. Il Giappone batte poi la Serbia in un’amichevole, partita finita 1-0 e decisa proprio da un gol di Itō.
Durante le qualificazioni al Mondiale 2022, segna una doppietta contro la Mongolia nella ormai famosa partita, vinta dal Giappone 14-0, inoltre è stato determinante nella seconda fase delle qualificazioni ed ha permesso al Giappone di ottenere il secondo posto e quindi l'accesso al Mondiale. Ha infatti trovato il gol sia contro l'Oman che contro il Vietnam (in entrambi i casi portando alla vittoria), ed hanno poi battuto anche la Cina per 1-0 grazie al gol di Yūya Ōsako su assist proprio di Itō. Durante la Coppa del Mondo Qatar 2022 contribuisce nell'inaspettata vittoria per 2-1 contro la Spagna, con un assist su colpo di testa per il gol di Ritsu Dōan.
Nel 2023 viene convocato per varie amichevoli, in una delle quali batte per 4-1 il Perù trovando una rete, e con lo stesso punteggio si conclude la clamorosa vittoria contro la Germania, dove Itō è nuovamente autore di un gol, inoltre su rigore segna la rete del 4-2 battendo la Turchia.
Il 1º gennaio 2024 viene convocato per la Coppa d'Asia 2023; partecipa solo alle prime tre partite, per poi venire escluso dalla rosa nipponica a seguito delle accuse di violenza sessuale che lo vedono coinvolto.

## Statistiche

### Presenze e reti nei club
Statistiche aggiornate all'8 dicembre 2024.
| Stagione              | Club                  | Campionato            | Campionato | Campionato | Coppe nazionali | Coppe nazionali | Coppe nazionali | Coppe continentali | Coppe continentali | Coppe continentali | Supercoppe | Supercoppe | Supercoppe | Totale | Totale |
| Stagione              | Club                  | Comp                  | Pres       | Reti       | Comp            | Pres            | Reti            | Comp               | Pres               | Reti               | Comp       | Pres       | Reti       | Pres   | Reti   |
| --------------------- | --------------------- | --------------------- | ---------- | ---------- | --------------- | --------------- | --------------- | ------------------ | ------------------ | ------------------ | ---------- | ---------- | ---------- | ------ | ------ |
| 2014                  | Ventforet Kofu        | J1                    | 0          | 0          | CdL+CI          | 0               | 0               | -                  | -                  | -                  | -          | -          | -          | 0      | 0      |
| 2015                  | Ventforet Kofu        | J1                    | 30         | 4          | CdL+CI          | 6+2             | 0               | -                  | -                  | -                  | -          | -          | -          | 38     | 4      |
| Totale Ventforet Kofu | Totale Ventforet Kofu | Totale Ventforet Kofu | 30         | 4          |                 | 8               | 0               |                    | -                  | -                  |            | -          | -          | 38     | 4      |
| 2016                  | Kashiwa Reysol        | J1                    | 33         | 7          | CdL+CI          | 6+2             | 0               | -                  | -                  | -                  | -          | -          | -          | 41     | 7      |
| 2017                  | Kashiwa Reysol        | J1                    | 34         | 6          | CdL+CI          | 4+4             | 0               | -                  | -                  | -                  | -          | -          | -          | 42     | 6      |
| 2018                  | Kashiwa Reysol        | J1                    | 34         | 6          | CdL+CI          | 0+1             | 0+1             | ACL                | 6                  | 2                  | -          | -          | -          | 41     | 9      |
| Totale Kashiwa Reysol | Totale Kashiwa Reysol | Totale Kashiwa Reysol | 101        | 19         |                 | 17              | 1               |                    | 6                  | 2                  |            | -          | -          | 124    | 22     |
| gen.-giu. 2019        | Genk                  | D1                    | 4+9        | 1+2        | -               | -               | -               | UEL                | 1                  | 0                  | -          | -          | -          | 14     | 3      |
| 2019-2020             | Genk                  | D1                    | 29         | 5          | CB              | 2               | 1               | UCL                | 6                  | 0                  | SB         | 1          | 0          | 38     | 6      |
| 2020-2021             | Genk                  | D1                    | 32+6       | 10+1       | CB              | 4               | 1               | -                  | -                  | -                  | -          | -          | -          | 42     | 12     |
| 2021-2022             | Genk                  | D1                    | 34+5       | 8+0        | CB              | 1               | 0               | UCL+UEL            | 2+6                | 0                  | SB         | 1          | 0          | 49     | 8      |
| lug. 2022             | Genk                  | D1                    | 1          | 0          | -               | -               | -               | -                  | -                  | -                  | -          | -          | -          | 1      | 0      |
| Totale Genk           | Totale Genk           | Totale Genk           | 120        | 27         |                 | 7               | 2               |                    | 15                 | 0                  |            | 2          | 0          | 144    | 29     |
| 2022-2023             | Stade Reims           | L1                    | 35         | 6          | CF              | 1               | 0               | -                  | -                  | -                  | -          | -          | -          | 36     | 6      |
| 2023-2024             | Stade Reims           | L1                    | 31         | 3          | CF              | -               | -               | -                  | -                  | -                  | -          | -          | -          | 31     | 3      |
| 2024-2025             | Stade Reims           | L1                    | 14         | 3          | CF              | -               | -               | -                  | -                  | -                  | -          | -          | -          | 14     | 3      |
| Totale Stade Reims    | Totale Stade Reims    | Totale Stade Reims    | 80         | 12         |                 | 1               | 0               |                    | -                  | -                  |            | -          | -          | 81     | 12     |
| Totale carriera       | Totale carriera       | Totale carriera       | 331        | 62         |                 | 33              | 3               |                    | 21                 | 2                  |            | 2          | 0          | 387    | 67     |

### Cronologia presenze e reti in nazionale
| Cronologia completa delle presenze e delle reti in nazionale ― Giappone | Cronologia completa delle presenze e delle reti in nazionale ― Giappone | Cronologia completa delle presenze e delle reti in nazionale ― Giappone | Cronologia completa delle presenze e delle reti in nazionale ― Giappone | Cronologia completa delle presenze e delle reti in nazionale ― Giappone | Cronologia completa delle presenze e delle reti in nazionale ― Giappone | Cronologia completa delle presenze e delle reti in nazionale ― Giappone | Cronologia completa delle presenze e delle reti in nazionale ― Giappone |
| Data                                                                    | Città                                                                   | In casa                                                                 | Risultato                                                               | Ospiti                                                                  | Competizione                                                            | Reti                                                                    | Note                                                                    |
| ----------------------------------------------------------------------- | ----------------------------------------------------------------------- | ----------------------------------------------------------------------- | ----------------------------------------------------------------------- | ----------------------------------------------------------------------- | ----------------------------------------------------------------------- | ----------------------------------------------------------------------- | ----------------------------------------------------------------------- |
| 9-12-2017                                                               | Chōfu                                                                   | Giappone                                                                | 1 – 0                                                                   | Corea del Nord                                                          | Coppa dell'Asia orientale 2017                                          | -                                                                       | 56’                                                                     |
| 12-12-2017                                                              | Chōfu                                                                   | Giappone                                                                | 2 – 1                                                                   | Cina                                                                    | Coppa dell'Asia orientale 2017                                          | -                                                                       | 75’                                                                     |
| 16-12-2017                                                              | Chōfu                                                                   | Giappone                                                                | 1 – 4                                                                   | Corea del Sud                                                           | Coppa dell'Asia orientale 2017                                          | -                                                                       | 70’                                                                     |
| 11-9-2018                                                               | Ōsaka                                                                   | Giappone                                                                | 3 – 0                                                                   | Costa Rica                                                              | Amichevole                                                              | 1                                                                       | 85’                                                                     |
| 12-10-2018                                                              | Niigata                                                                 | Giappone                                                                | 3 – 0                                                                   | Panama                                                                  | Amichevole                                                              | 1                                                                       | 81’                                                                     |
| 16-11-2018                                                              | Ōita                                                                    | Giappone                                                                | 1 – 1                                                                   | Venezuela                                                               | Amichevole                                                              | -                                                                       | 77’                                                                     |
| 20-11-2018                                                              | Toyota                                                                  | Giappone                                                                | 4 – 0                                                                   | Kirghizistan                                                            | Amichevole                                                              | -                                                                       | 59’                                                                     |
| 13-1-2019                                                               | Abu Dhabi                                                               | Oman                                                                    | 0 – 1                                                                   | Giappone                                                                | Coppa d'Asia 2019 - 1º turno                                            | -                                                                       | 84’                                                                     |
| 17-1-2019                                                               | al-'Ayn                                                                 | Giappone                                                                | 2 – 1                                                                   | Uzbekistan                                                              | Coppa d'Asia 2019 - 1º turno                                            | -                                                                       |                                                                         |
| 21-1-2019                                                               | Sharjah                                                                 | Giappone                                                                | 1 – 0                                                                   | Arabia Saudita                                                          | Coppa d'Asia 2019 - Ottavi di finale                                    | -                                                                       | 77’                                                                     |
| 28-1-2019                                                               | al-'Ayn                                                                 | Iran                                                                    | 0 – 3                                                                   | Giappone                                                                | Coppa d'Asia 2019 - Semifinale                                          | -                                                                       | 89’                                                                     |
| 1-2-2019                                                                | Abu Dhabi                                                               | Giappone                                                                | 1 – 3                                                                   | Qatar                                                                   | Coppa d'Asia 2019 - Finale                                              | -                                                                       | 85’                                                                     |
| 5-6-2019                                                                | Toyota                                                                  | Giappone                                                                | 0 – 0                                                                   | Trinidad e Tobago                                                       | Amichevole                                                              | -                                                                       | 71’                                                                     |
| 9-6-2019                                                                | Rifu                                                                    | Giappone                                                                | 2 – 0                                                                   | El Salvador                                                             | Amichevole                                                              | -                                                                       | 59’                                                                     |
| 10-9-2019                                                               | Yangon                                                                  | Birmania                                                                | 0 – 2                                                                   | Giappone                                                                | Qual. Mondiali 2022                                                     | -                                                                       | 66’                                                                     |
| 10-10-2019                                                              | Saitama                                                                 | Giappone                                                                | 6 – 0                                                                   | Mongolia                                                                | Qual. Mondiali 2022                                                     | -                                                                       |                                                                         |
| 14-11-2019                                                              | Biškek                                                                  | Kirghizistan                                                            | 0 – 2                                                                   | Giappone                                                                | Qual. Mondiali 2022                                                     | -                                                                       | 76’                                                                     |
| 9-10-2020                                                               | Utrecht                                                                 | Giappone                                                                | 0 – 0                                                                   | Camerun                                                                 | Amichevole                                                              | -                                                                       | 46’                                                                     |
| 13-10-2020                                                              | Utrecht                                                                 | Giappone                                                                | 1 – 0                                                                   | Costa d'Avorio                                                          | Amichevole                                                              | -                                                                       | 85’                                                                     |
| 17-11-2020                                                              | Graz                                                                    | Giappone                                                                | 0 – 2                                                                   | Messico                                                                 | Amichevole                                                              | -                                                                       | 85’                                                                     |
| 25-3-2021                                                               | Yokohama                                                                | Giappone                                                                | 3 – 0                                                                   | Corea del Sud                                                           | Amichevole                                                              | -                                                                       | 74’                                                                     |
| 30-3-2021                                                               | Chiba                                                                   | Mongolia                                                                | 0 – 14                                                                  | Giappone                                                                | Qual. Mondiali 2022                                                     | 2                                                                       |                                                                         |
| 28-5-2021                                                               | Chiba                                                                   | Giappone                                                                | 10 – 0                                                                  | Birmania                                                                | Qual. Mondiali 2022                                                     | -                                                                       | 79’                                                                     |
| 11-6-2021                                                               | Kobe                                                                    | Giappone                                                                | 1 – 0                                                                   | Serbia                                                                  | Amichevole                                                              | 1                                                                       | 76’                                                                     |
| 2-9-2021                                                                | Suita                                                                   | Giappone                                                                | 0 – 1                                                                   | Oman                                                                    | Qual. Mondiali 2022                                                     | -                                                                       | 36’ 63’                                                                 |
| 7-9-2021                                                                | Doha                                                                    | Cina                                                                    | 0 – 1                                                                   | Giappone                                                                | Qual. Mondiali 2022                                                     | -                                                                       | 57’ 76’                                                                 |
| 12-10-2021                                                              | Saitama                                                                 | Giappone                                                                | 2 – 1                                                                   | Australia                                                               | Qual. Mondiali 2022                                                     | -                                                                       |                                                                         |
| 11-11-2021                                                              | Hanoi                                                                   | Vietnam                                                                 | 0 – 1                                                                   | Giappone                                                                | Qual. Mondiali 2022                                                     | 1                                                                       |                                                                         |
| 16-11-2021                                                              | Mascate                                                                 | Oman                                                                    | 0 – 1                                                                   | Giappone                                                                | Qual. Mondiali 2022                                                     | 1                                                                       | 82’                                                                     |
| 27-1-2022                                                               | Saitama                                                                 | Giappone                                                                | 2 – 0                                                                   | Cina                                                                    | Qual. Mondiali 2022                                                     | 1                                                                       | 85’                                                                     |
| 1-2-2022                                                                | Saitama                                                                 | Giappone                                                                | 2 – 0                                                                   | Arabia Saudita                                                          | Qual. Mondiali 2022                                                     | 1                                                                       |                                                                         |
| 24-3-2022                                                               | Sydney                                                                  | Australia                                                               | 0 – 2                                                                   | Giappone                                                                | Qual. Mondiali 2022                                                     | -                                                                       |                                                                         |
| 29-3-2022                                                               | Saitama                                                                 | Giappone                                                                | 1 – 1                                                                   | Vietnam                                                                 | Qual. Mondiali 2022                                                     | -                                                                       | 46’                                                                     |
| 6-6-2022                                                                | Tokyo                                                                   | Giappone                                                                | 0 – 1                                                                   | Brasile                                                                 | Amichevole                                                              | -                                                                       | 73’                                                                     |
| 10-6-2022                                                               | Kobe                                                                    | Giappone                                                                | 4 – 1                                                                   | Ghana                                                                   | Amichevole                                                              | -                                                                       | 69’                                                                     |
| 14-6-2022                                                               | Suita                                                                   | Giappone                                                                | 0 – 3                                                                   | Tunisia                                                                 | Amichevole                                                              | -                                                                       | 71’                                                                     |
| 23-9-2022                                                               | Düsseldorf                                                              | Giappone                                                                | 2 – 0                                                                   | Stati Uniti                                                             | Amichevole                                                              | -                                                                       | 68’                                                                     |
| 27-9-2022                                                               | Düsseldorf                                                              | Giappone                                                                | 0 – 0                                                                   | Ecuador                                                                 | Amichevole                                                              | -                                                                       | 83’                                                                     |
| 23-11-2022                                                              | Al Rayyan                                                               | Germania                                                                | 1 – 2                                                                   | Giappone                                                                | Mondiali 2022 - 1º turno                                                | -                                                                       |                                                                         |
| 27-11-2022                                                              | Al Rayyan                                                               | Giappone                                                                | 0 – 1                                                                   | Costa Rica                                                              | Mondiali 2022 - 1º turno                                                | -                                                                       | 67’                                                                     |
| 1-12-2022                                                               | Al Rayyan                                                               | Giappone                                                                | 2 – 1                                                                   | Spagna                                                                  | Mondiali 2022 - 1º turno                                                | -                                                                       |                                                                         |
| 5-12-2022                                                               | Al Wakrah                                                               | Giappone                                                                | 1 – 1 dts (1 – 3 dtr)                                                   | Croazia                                                                 | Mondiali 2022 - Ottavi di finale                                        | -                                                                       |                                                                         |
| 24-3-2023                                                               | Tokyo                                                                   | Giappone                                                                | 1 – 1                                                                   | Uruguay                                                                 | Amichevole                                                              | -                                                                       | 61’                                                                     |
| 28-3-2023                                                               | Ōsaka                                                                   | Giappone                                                                | 1 – 2                                                                   | Colombia                                                                | Amichevole                                                              | -                                                                       |                                                                         |
| 20-6-2023                                                               | Suita                                                                   | Giappone                                                                | 4 – 1                                                                   | Perù                                                                    | Amichevole                                                              | 1                                                                       | 70’                                                                     |
| 9-9-2023                                                                | Wolfsburg                                                               | Germania                                                                | 1 – 4                                                                   | Giappone                                                                | Amichevole                                                              | 1                                                                       | 75’                                                                     |
| 12-9-2023                                                               | Genk                                                                    | Giappone                                                                | 4 – 2                                                                   | Turchia                                                                 | Amichevole                                                              | 1                                                                       | 46’                                                                     |
| 13-10-2023                                                              | Niigata                                                                 | Giappone                                                                | 4 – 1                                                                   | Canada                                                                  | Amichevole                                                              | -                                                                       |                                                                         |
| 17-10-2023                                                              | Kōbe                                                                    | Giappone                                                                | 2 – 0                                                                   | Tunisia                                                                 | Amichevole                                                              | 1                                                                       | 54’ 72’                                                                 |
| 21-11-2023                                                              | Gedda                                                                   | Siria                                                                   | 0 – 5                                                                   | Giappone                                                                | Qual. Mondiali 2026                                                     | -                                                                       |                                                                         |
| 1-1-2024                                                                | Tokyo                                                                   | Giappone                                                                | 5 – 0                                                                   | Thailandia                                                              | Amichevole                                                              | -                                                                       | cap. 69’                                                                |
| 14-1-2024                                                               | Doha                                                                    | Giappone                                                                | 4 – 2                                                                   | Vietnam                                                                 | Coppa d'Asia 2023 - 1º turno                                            | -                                                                       |                                                                         |
| 19-1-2024                                                               | Al Rayyan                                                               | Iraq                                                                    | 2 – 1                                                                   | Giappone                                                                | Coppa d'Asia 2023 - 1º turno                                            | -                                                                       | 37’ 74’                                                                 |
| 24-1-2024                                                               | Doha                                                                    | Giappone                                                                | 3 – 1                                                                   | Indonesia                                                               | Coppa d'Asia 2023 - 1º turno                                            | -                                                                       | 86’                                                                     |
| 5-9-2024                                                                | Saitama                                                                 | Giappone                                                                | 7 – 0                                                                   | Cina                                                                    | Qual. Mondiali 2026                                                     | 1                                                                       | 63’                                                                     |
| 10-9-2024                                                               | Riffa                                                                   | Bahrein                                                                 | 0 – 5                                                                   | Giappone                                                                | Qual. Mondiali 2026                                                     | -                                                                       | 46’                                                                     |
| 10-10-2024                                                              | Gedda                                                                   | Arabia Saudita                                                          | 0 – 2                                                                   | Giappone                                                                | Qual. Mondiali 2026                                                     | -                                                                       | 46’                                                                     |
| 15-10-2024                                                              | Saitama                                                                 | Giappone                                                                | 1 – 1                                                                   | Australia                                                               | Qual. Mondiali 2026                                                     | -                                                                       | 62’                                                                     |
| 15-11-2024                                                              | Giacarta                                                                | Indonesia                                                               | 0 – 4                                                                   | Giappone                                                                | Qual. Mondiali 2026                                                     | -                                                                       | 62’                                                                     |
| 19-11-2024                                                              | Xiamen                                                                  | Cina                                                                    | 1 – 3                                                                   | Giappone                                                                | Qual. Mondiali 2026                                                     | -                                                                       | 77’                                                                     |
| 20-3-2025                                                               | Saitama                                                                 | Giappone                                                                | 2 – 0                                                                   | Bahrein                                                                 | Qual. Mondiali 2026                                                     | -                                                                       | 63’                                                                     |
| 25-3-2025                                                               | Saitama                                                                 | Giappone                                                                | 0 – 0                                                                   | Arabia Saudita                                                          | Qual. Mondiali 2026                                                     | -                                                                       | 62’                                                                     |
| Totale                                                                  |                                                                         | Presenze                                                                | 62                                                                      |                                                                         | Reti (21º posto)                                                        | 14                                                                      |                                                                         |

## Palmarès

### Club
- Campionato belga: 1

Genk: 2018-2019
- Supercoppa del Belgio: 1

Genk: 2019
- Coppa del Belgio: 1

Genk: 2020-2021